# محطة طاقة تخزين بالبطاريات

مشروع تخزين الطاقة تهاتشابي, تهاتشابي, كاليفورنيا.

محطة طاقة تخزين البطاريات Battery storage power station هي نوع من محطات تخزين الطاقة التي تستخدم مجموعة من البطاريات لتخزين الطاقة الكهربائية. تخزين البطارية هو مصدر الطاقة الأسرع استجابة ويمكن توزيعه على الشبكات الكهربائية ، ويتم استخدامه لتحقيق الاستقرار في هذه الشبكات ، حيث يمكن أن ينتقل تخزين البطارية من وضع الاستعداد إلى الطاقة الكاملة في غضون أجزاء من الثانية للتعامل مع أعطال الشبكة.
في حالة الطاقة المقدرة الكاملة ، يتم تصميم محطات طاقة تخزين البطاريات بشكل عام للإخراج لمدة تصل إلى بضع ساعات. يمكن استخدام تخزين البطارية في ذروة الطاقة على المدى القصير والخدمات المساعدة ، مثل توفير احتياطي التشغيل والتحكم في التردد لتقليل فرصة انقطاع التيار الكهربائي. غالبًا ما يتم تثبيتها في ، أو بالقرب من ، محطات طاقة أخرى نشطة أو غير مستخدمة وقد تشترك في نفس اتصال الشبكة لتقليل التكاليف. نظرًا لأن محطات تخزين البطاريات لا تتطلب أي شحنات من الوقود ، فهي مضغوطة مقارنة بمحطات التوليد ولا تحتوي على مداخن أو أنظمة تبريد كبيرة ، فيمكن تركيبها بسرعة ووضعها إذا لزم الأمر داخل المناطق الحضرية ، بالقرب من حمولة العملاء.
اعتبارًا من عام 2021 ، أصبحت طاقة وسعة أكبر محطات طاقة تخزين البطاريات الفردية ترتيبًا من حيث الحجم أقل من أكبر محطات طاقة التخزين التي يتم ضخها ، وهو الشكل الأكثر شيوعًا لتخزين طاقة الشبكة. على سبيل المثال ، يمكن لمحطة تخزين Bath County Pumped Storage ، وهي ثاني أكبر محطة في العالم ، تخزين 24 جيجاواط / ساعة من الكهرباء وإرسال 3GW بينما يمكن للمرحلة الأولى من منشأة تخزين الطاقة Moss Landing التابعة لشركة Vistra Energy تخزين 1.2 جيجاوات / ساعة وإرسال 300 ميجاوات. ومع ذلك ، لا يجب أن تكون بطاريات الشبكة كبيرة ، ويمكن نشر البطاريات الأصغر على نطاق واسع عبر الشبكة لزيادة التكرار.
اعتبارًا من عام 2019 ، أصبح تخزين طاقة البطارية أرخص من طاقة توربينات الغاز ذات الدورة المفتوحة للاستخدام لمدة تصل إلى ساعتين ، وكان هناك حوالي 365 جيجاوات ساعة من تخزين البطارية منتشرة في جميع أنحاء العالم ، وتنمو بسرعة كبيرة. انخفضت التكلفة المستوية للكهرباء من تخزين البطاريات بسرعة ، حيث انخفضت إلى النصف في غضون عامين إلى 150 دولارًا أمريكيًا لكل ميجاوات ساعة اعتبارًا من عام 2020.

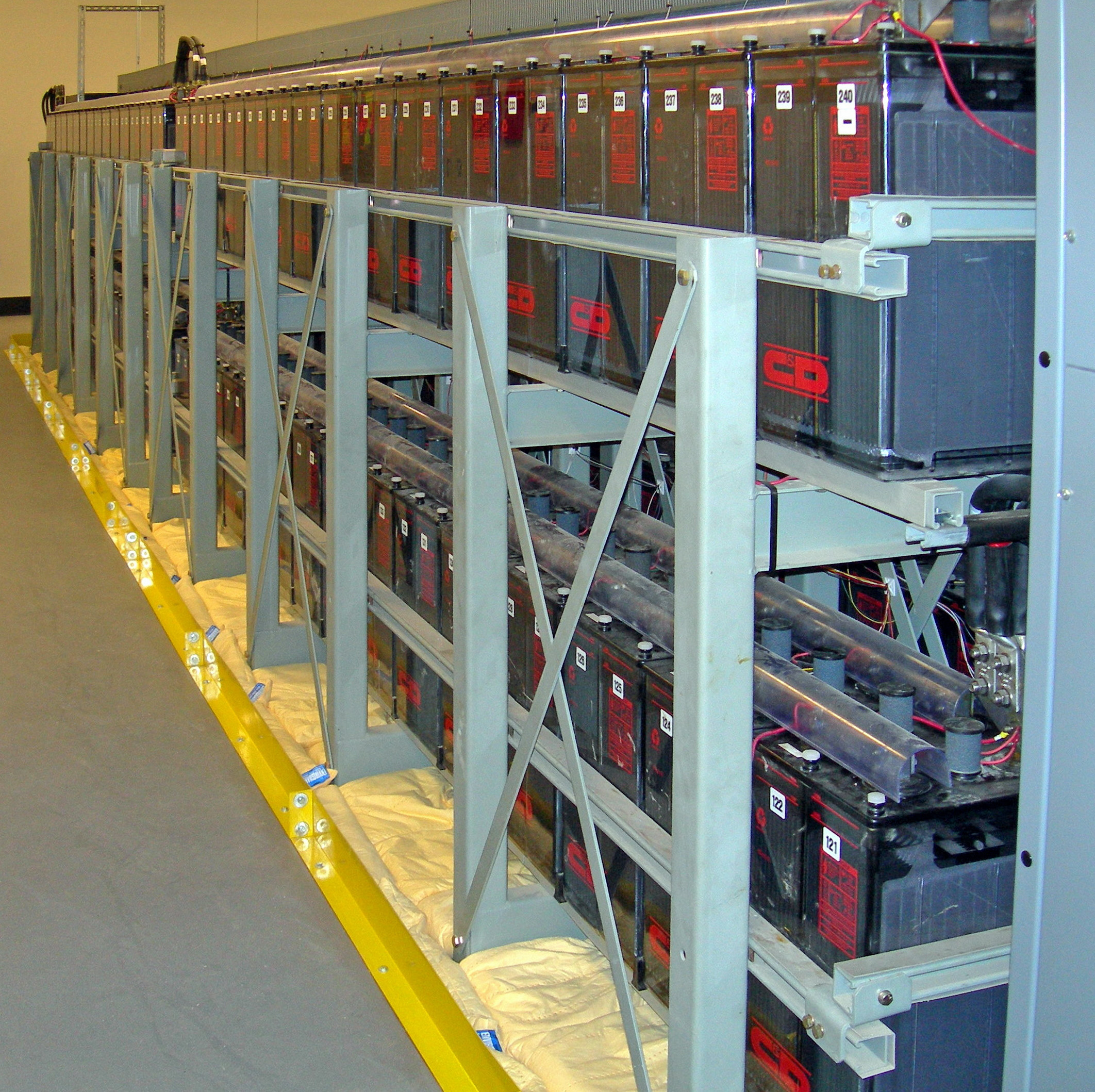
بنك بطارية قابل لإعادة الشحن يستخدم في مركز البيانات

محطات طاقة تخزين بالبطاريات وإمدادات الطاقة غير المنقطعة uninterruptible power supplies(UPS) قابلة للمقارنة في التكنولوجيا والأداء. ومع ذلك ، فإن محطات طاقة تخزين بالبطاريات تكون أكبر.
من أجل السلامة والأمن ، توجد البطاريات الفعلية في هياكلها الخاصة ، مثل المستودعات أو الحاويات. كما هو الحال مع UPS ، فإن أحد المخاوف هو أن الطاقة الكهروكيميائية يتم تخزينها أو انبعاثها في شكل تيار مباشر (DC) ، بينما يتم تشغيل شبكات الطاقة الكهربائية عادةً بالتيار المتردد (AC). لهذا السبب ، هناك حاجة إلى محولات إضافية لتوصيل محطات طاقة تخزين البطارية بشبكة الجهد العالي. يشتمل هذا النوع من إلكترونيات الطاقة على ثايرستور GTO ، الذي يشيع استخدامه في نقل التيار المباشر عالي الجهد (HVDC).
يمكن استخدام أنظمة مركمات مختلفة اعتمادًا على نسبة الطاقة والعمر المتوقع والتكاليف. في الثمانينيات ، تم استخدام بطاريات الرصاص الحمضية لأول محطات طاقة لتخزين البطاريات. خلال العقود القليلة التالية ، تم استخدام بطاريات النيكل والكادميوم والصوديوم والكبريت بشكل متزايد. منذ عام 2010 ، تعتمد المزيد والمزيد من محطات تخزين البطاريات على نطاق المرافق على بطاريات الليثيوم أيون ، نتيجة للانخفاض السريع في تكلفة هذه التكنولوجيا ، بسبب صناعة السيارات الكهربائية. تستخدم بطاريات الليثيوم أيون بشكل رئيسي. ظهر نظام بطارية متدفق ، لكن بطاريات الرصاص الحمضية لا تزال تستخدم في تطبيقات الميزانية الصغيرة

## الأمان
تخضع بعض البطاريات التي تعمل في درجات حرارة عالية (بطارية الصوديوم - الكبريت) أو التي تستخدم مكونات مسببة للتآكل لتقادم التقويم ، أو الفشل حتى إذا لم يتم استخدامها. تعاني التقنيات الأخرى من تقادم الدورة ، أو التدهور الناجم عن دورات الشحن والتفريغ. يكون هذا التدهور أعلى بشكل عام عند معدلات الشحن العالية. يتسبب هذان النوعان من التقادم في فقدان الأداء (انخفاض السعة أو الجهد) ، وارتفاع درجة الحرارة ، وقد يؤدي في النهاية إلى فشل خطير (تسرب المنحل بالكهرباء ، والحريق ، والانفجار).
ومن الأمثلة على هذا الأخير محطة تسلا ميغاباك في جيلونج التي اشتعلت فيها النيران ، والنار والانفجار اللاحق لمزرعة البطاريات في أريزونا ، والحريق في مزرعة بطاريات Moss Landing. كما أثيرت مخاوف بشأن حريق وانفجار محتمل لوحدة بطارية خلال احتجاجات سكنية ضد مزرعة كليف هيل الشمسية في المملكة المتحدة. أسفر حريق البطاريات في إلينوي عن إجلاء "الآلاف من السكان" ، ووقع 23 حريقًا في مزارع البطاريات في كوريا الجنوبية على مدار عامين. قد تطلق حرائق البطارية عددًا من الغازات الخطرة ، بما في ذلك فلوريد الهيدروجين عالي التآكل والسام.
يمكن صيانة بعض البطاريات لمنع فقدان الأداء بسبب التقادم. على سبيل المثال ، تنتج بطاريات الرصاص الحمضية غير المختومة الهيدروجين والأكسجين من المنحل بالكهرباء المائي عند الشحن الزائد. يجب إعادة تعبئة الماء بانتظام لتجنب تلف البطارية ؛ ويجب تنفيس الغازات القابلة للاشتعال لتجنب مخاطر الانفجار. ومع ذلك ، فإن هذه الصيانة لها تكلفة ، وقد تم تصميم البطاريات الحديثة مثل Li-Ion بحيث يكون لها عمر طويل بدون صيانة. لذلك ، تتكون معظم الأنظمة الحالية من حزم بطاريات محكمة الإغلاق ، والتي تتم مراقبتها واستبدالها إلكترونيًا بمجرد انخفاض أدائها إلى ما دون حد معين
في بعض الأحيان ، يتم إنشاء محطات طاقة تخزين البطاريات بأنظمة طاقة تخزين دولاب الموازنة flywheel storage power systems من أجل الحفاظ على طاقة البطارية. قد تتعامل الحذافات مع التقلبات السريعة بشكل أفضل من محطات البطاريات القديمة

## خصائص التشغيل
نظرًا لعدم احتوائها على أي أجزاء ميكانيكية ، توفر محطات طاقة تخزين البطاريات أوقات تحكم وأوقات بدء قصيرة للغاية ، أقل من 10 مللي ثانية. [بحاجة لمصدر] يمكنهم بالتالي المساعدة في تخفيف التذبذبات السريعة التي تحدث عندما تعمل شبكات الطاقة الكهربائية بالقرب من سعتها القصوى. يمكن أن تؤدي حالات عدم الاستقرار هذه - تقلبات الجهد بفترات تصل إلى 30 ثانية - إلى تقلبات في ذروة الجهد بمثل هذه السعة التي يمكن أن تسبب انقطاع التيار الكهربائي الإقليمي. يمكن لمحطة طاقة لتخزين البطاريات ذات الحجم المناسب مواجهة هذه التذبذبات بكفاءة ؛ لذلك ، توجد التطبيقات بشكل أساسي في تلك المناطق حيث يتم تشغيل أنظمة الطاقة الكهربائية بكامل طاقتها ، مما يؤدي إلى خطر عدم الاستقرار. تُستخدم البطاريات أيضًا بشكل شائع في ذروة الأحمال لفترات تصل إلى بضع ساعات.
قد تكون أنظمة تخزين البطارية نشطة في الأسواق الفورية مع توفير خدمات الأنظمة مثل تثبيت التردد. المراجحة طريقة جذابة للاستفادة من خصائص تشغيل مخازن البطارية
يمكن أيضًا استخدام محطات التخزين مع مصدر طاقة متجددة متقطع في أنظمة طاقة قائمة بذاتها.

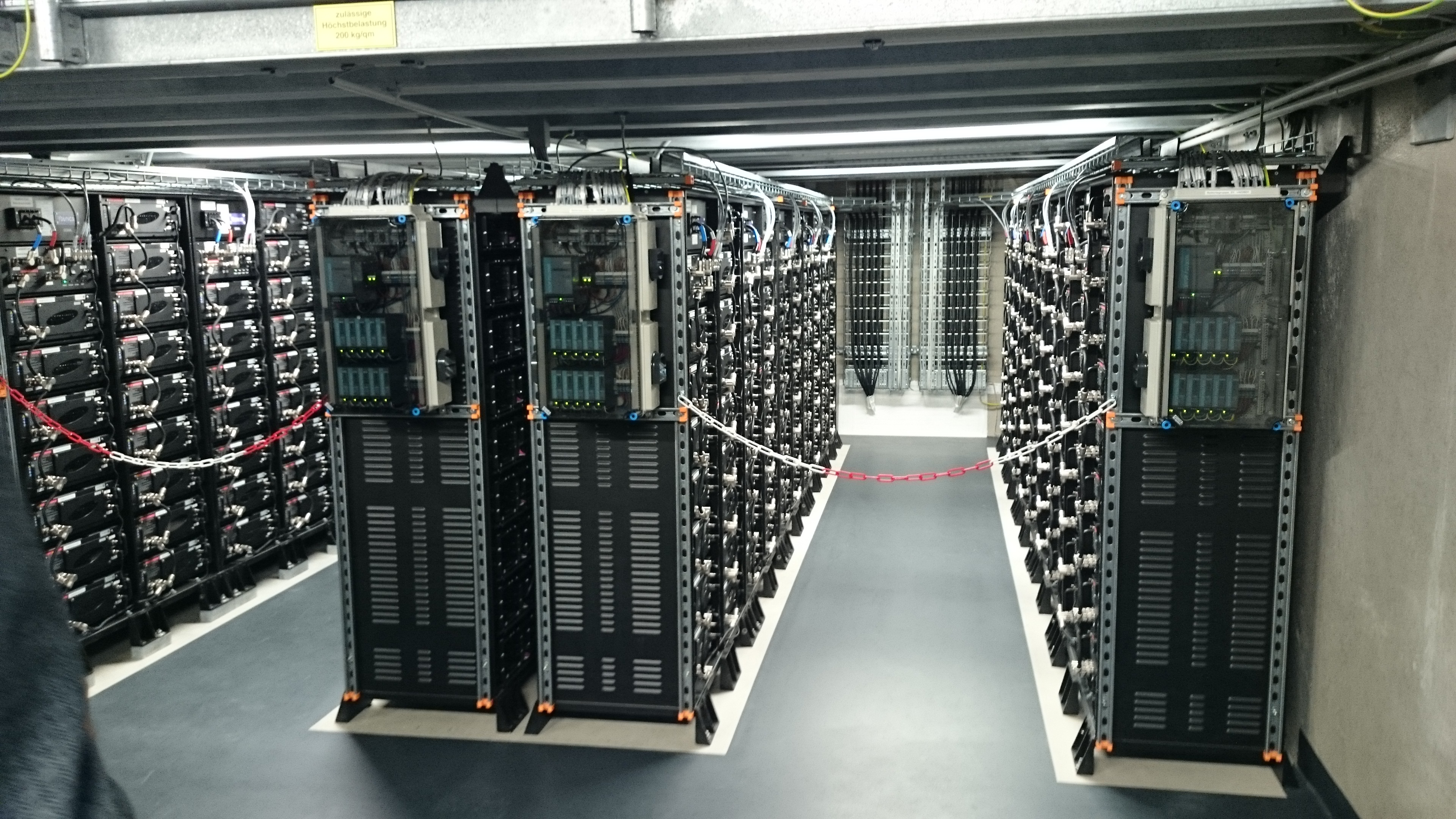
محطة طاقة تخزين البطارية في شفيرين بألمانيا (منظر داخلي 2014 ، صفوف معيارية من البطاريات)

يتم وصف بعض أكبر محطات طاقة تخزين البطاريات أدناه ، ويتم ترتيبها حسب النوع والتاريخ والحجم.

### ليثيوم أيون

#### الولايات المتحدة
في عام 2014 ، قامت جنوب كاليفورنيا إديسون بتكليف مشروع تيهاتشابي لتخزين الطاقة Tehachapi Energy Storage، والذي كان أكبر نظام بطاريات ليثيوم أيون يعمل في أمريكا الشمالية وقت بدء التشغيل وواحد من أكبر الأنظمة في العالم.
في عام 2015 ، حساب تم تصميمه عن أكبر بطاريات تخزين في الولايات المتحدة ، لتشمل بطارية 31.5 ميجاوات في محطة Grand Ridge Power في إلينوي وبطارية 31.5 ميجاوات في Beech Ridge ، West Virginia ، وكلاهما يستخدم بطاريات ليثيوم أيون
قامت تسلا بتركيب مرفق تخزين شبكي لجنوب كاليفورنيا Edison ، بسعة 80ميغاواط ساعة بقوة 20 ميغاواط ، بين سبتمبر 2016 وديسمبر 2016. اعتبارًا من عام 2017 ، تعد وحدة التخزين واحدة من أكبر بطاريات المجمعات في السوق. قامت تسلا بتركيب 400 وحدة من وحدات الليثيوم أيون Powerpack-2 في محطة محولات Mira Loma في كاليفورنيا. تعمل السعة على تخزين الطاقة عند حمل شبكة منخفض ، ثم إعادة هذه الطاقة إلى الشبكة عند ذروة الحمل. قبل ذلك ، تم استخدام محطات الطاقة التي تعمل بالغاز.
في عام 2017 ، قامت تسلا ببناء مشروع ليثيوم أيون 52 ميغاواط ساعة في كاواي ، هاواي ، لتحويل الوقت بالكامل إلى انتاج مزرعة الطاقة الشمسية 13 ميغاواط حتى المساء. الهدف هو تقليل الاعتماد على الوقود الأحفوري في الجزيرة.
في عام 2019 ، قامت National Grid ببناء منشأة تخزين بطارية 48 ميجاوات في جزيرة نانتوكيت.
في كانون الأول (ديسمبر) 2020 ، تم توصيل منشأة تخزين طاقة Moss Landing التابعة لشركة Vistra Energy ، في موقع محطة "موس لاندينغ باور" بالشبكة. في ذلك الوقت ، كانت المنشأة التي تبلغ قدرتها 300 ميجاوات / 1.2 جيجاوات في الساعة هي الأكبر في العالم. كان هذا المشروع مدعومًا بعقد كفاية الموارد لمدة 20 عامًا مع شركة Pacific Gas & Electric (PG&E).

## أستراليا
في عام 2018 ، كانت أكبر محطة طاقة لتخزين البطاريات هي احتياطي الطاقة هورنسديل الأسترالية احتياطي الطاقة هورنسديل ، بجوار مزرعة الرياح Hornsdale ، التي بنتها تسلا. تنقسم سعتها الإنتاجية البالغة 100 ميجاوات تعاقديًا إلى قسمين: 70 ميجاوات تعمل لمدة 10 دقائق و 30 ميجاوات بسعة 3 ساعات. يتم استخدام خلايا بحجم 21-70 من سامسونغ . يتم تشغيل المحطة من قبل Neoen وتوفر ما مجموعه 129 ميغاواط / ساعة (460 غيغا جول) من التخزين القادر على التفريغ عند 100 ميجاوات في شبكة الطاقة. يساعد النظام في منع انقطاع التيار الكهربائي عن الأحمال ، ويوفر الاستقرار للشبكة (خدمات الشبكة) بينما يمكن بدء تشغيل المولدات الأبطأ في حالة حدوث انخفاض مفاجئ في الرياح أو مشكلات أخرى في الشبكة. تم بناؤه في أقل من 100 يوم ، بدءًا من 29 سبتمبر 2017 ، عندما تم توقيع اتفاقية توصيل الشبكة مع ElectraNet ، وكانت بعض الوحدات تعمل. تم الانتهاء من بناء البطارية، وبدأ الاختبار في 25 نوفمبر 2017. تم توصيلها بالشبكة في 1 ديسمبر 2017. خلال يومين في يناير 2018 حيث تعرضت جنوب أستراليا لارتفاع الأسعار جعلت البطارية الملاك يكسبون نحو 1 مليون دولار أسترالي عندما باعوا التيار إلى الشبكة بسعر 14 ألف دولار استرالي لكل ميغاواط ساعة. في عام 2022 ، ستحصل شركة تطوير الطاقة المتجددة الأسترالية Edify Energy على تمويل بقيمة 6.6 مليون دولار من الوكالة الأسترالية للطاقة المتجددة (ARENA) لتطوير بطارية متقدمة ، ونظام عكوس قادر على تثبيت شبكة الكهرباء.

## كندا
في أونتاريو ، كندا ، تم وضع بطارية تخزين بسعة 53 ميجاوات و 13 ميجاوات في الخدمة في عام 2016. وزودت شركة تصنيع البطاريات السويسرية Leclanché البطاريات ، وخططت شركة Deltro Energy Inc. وبنيت المصنع. تم تقديم الطلب من قبل مشغل شبكة الكهرباء المستقل (IESO). يتم استخدام تخزين الطاقة لتوفير خدمات الشبكة السريعة ، بشكل أساسي للتحكم في الجهد والقدرة التفاعلية. يوجد في أونتاريو والمنطقة المحيطة بها العديد من محطات طاقة الرياح والطاقة الشمسية ، حيث يختلف مصدر الطاقة بشكل كبير.
ناميبيا

## ناميبيا
في ديسمبر 2021 ، منح بنك الاستثمار والتنمية الألماني المملوك للدولة (KfW) شركة ناميبيا للطاقة نامباور 20 مليون يورو كتمويل جزئي (حوالي 80 بالمائة) من أجل إنشاء نظام أيرونغو Battery Energy Storage System (Erongo Bess) . التركيب 72 ميغاواط ساعة / وبقدرة 58 ميغاواط قيد التطوير خارج Omaruru في منطقة إيرونغو في وسط ناميبيا .

### كوريا الجنوبية
منذ يناير 2016 ، في كوريا الجنوبية ، تعمل ثلاث محطات طاقة لتخزين البطاريات. هناك نظامان جديدان ، نظام 24 MW مع نظام سعة 9 MWh و 16 MW مع سعة 6 MWh. كلاهما يستخدم بطاريات تعتمد على "أكاسيد الليثيوم والنيكل والمنغنيز والكوبالت" ويكمل النظام الأقدم لبضعة أشهر بـ 16 MW و 5 MWh التي تعتمد بطارياتها على أكسيد تيتانات الليثيوم. تتمتع الأنظمة معًا بقدرة 56 ميجاوات وتخدم شركة المرافق الكورية الجنوبية شركة كوريا للطاقة الكهربائية (كيبكو) لتنظيم التردد. التخزين يأتي من شركة كوكام . بعد الانتهاء في عام 2017 ، يجب أن يكون للنظام قوة 500 ميغاواط. تعمل محطات التخزين الثلاثة التي تم تركيبها بالفعل على تقليل تكاليف الوقود السنوية بما يقدر بنحو 13 مليون دولار أمريكي، بالإضافة إلى خفض انبعاثات غازات الاحتباس الحراري. وبالتالي ستتجاوز تكاليف الوقود الموفرة تكلفة تخزين البطارية بشكل كبير.

## ألمانيا
يتم تصنيع بطارية بقدرة 13 ميغاواط / ساعة مصنوعة من بطاريات الليثيوم أيون البالية من السيارات الكهربائية في ألمانيا ، مع توقع عمر افتراضي يصل إلى 10 سنوات ، وبعد ذلك سيتم إعادة تدويرها.
في شفيرين بألمانيا ، تقوم شركة WEMAG للكهرباء بتشغيل تخزين بطارية ليثيوم أيون للتعويض عن تقلبات الطاقة على المدى القصير. زودت يونيكوس محطة طاقة تخزين البطارية. قامت شركة Samsung SDI الكورية الجنوبية بتزويد خلايا أيونات الليثيوم. تبلغ سعة التخزين 5 ميجاوات في الساعة ويبلغ إنتاجها 5 ميجاوات. دخلت العملية في سبتمبر 2014. يتكون مخزن بطاريات الليثيوم أيون من 25600 خلية منغنيز الليثيوم ، ويحتوي على حوالي خمسة محولات متوسطة الجهد ، مع كل من التوزيع الإقليمي متصل أيضًا بشبكة الجهد العالي 380 كيلو فولت القريبة.
منذ يوليو 2014 ، قامت شركة تخزين الطاقة Nord GmbH & Co. KG بتشغيل بعض من أكبر البطاريات الهجينة في أوروبا في Braderup (شليسفيغ هولشتاين ، ألمانيا). يتكون النظام من بطارية تخزين ليثيوم أيون (تخزين 2 ميجاوات بطاقة 2 ميجاوات / ساعة) وتخزين بطارية تدفق الفاناديوم (طاقة 330 كيلوواط ، سعة تخزين 1 ميجاوات / ساعة). وحدات الليثيوم أيون المستخدمة هي من سوني ، وبطارية التدفق من صنع شركة Vanadis Power GmbH. نظام التخزين متصل بحديقة طاقة الرياح للمجتمع المحلي (18 ميجاوات قدرة مركبة).

## بطاريات سوائل
قامت Mitsubishi بتركيب منشأة تخزين لبطاريات الصوديوم والكبريت في بوزن بمحافظة فوكوكا في اليابان بسعة 300 ميجاوات في الساعة و 50 ميجاوات من الطاقة. يتم استخدام التخزين لتحقيق الاستقرار في الشبكة للتعويض عن التقلبات التي تسببها الطاقات المتجددة. المجمع موجود في نطاق الطاقة لمحطات طاقة التخزين التي يتم ضخها. تم تركيب البطاريات في 252 حاوية. يشغل المصنع مساحة 14000 متر مربع.
تم نشر بطارية الصوديوم والكبريت عالية الحرارة بقدرة 108 ميجاوات / 648 ميجاوات في الساعة ك 15 نظامًا في 10 مواقع في أبو ظبي في عام 2019. ويمكن التحكم في الأنظمة الموزعة كمحطة طاقة افتراضية واحدة.

## فوسفات الحديد الليثيوم
تقوم الشركة الصينية BYD بتشغيل بنوك بطاريات بسعة 40 ميجاوات و 20 ميجاوات كحد أقصى في هونج كونج. يتم استخدام التخزين الكبير لتخفيف ذروة الحمل في الطلب على الطاقة ويمكن أن يساهم في استقرار التردد في الشبكة. تتكون البطارية من ما يقرب من 60.000 خلية فردية من فوسفات الحديد الليثيوم ، كل منها بسعة 230 أمبير في الساعة. بدأ المشروع في أكتوبر 2013 ودخل إلى الإنترنت في يونيو 2014. واستمر التثبيت الفعلي للتخزين ثلاثة أشهر. إن استخدام فروق الأسعار بين التحميل والتفريغ بالكهرباء ليلاً ونهارًا ، وتجنب توسيع الشبكة لأحمال الذروة وإيرادات خدمات الشبكة مثل تثبيت التردد ، يتيح التشغيل الاقتصادي دون دعم. يوجد حاليًا 3 مواقع لمحطة طاقة تخزين تبلغ 1000 ميغاواط إلى 200 ميغاواط ساعة.

### حمض -رصاص
كانت بطارية الرصاص الحمضية 36 ميجاوات في نوتريس ، تكساس (36 ميجاوات لمدة 40 دقيقة). تم استبداله بأيون الليثيوم في عام 2017. [52]
استلمت محطة الطاقة الكهروضوئية الحالية Alt Daber بالقرب من Wittstock في براندنبورغ بألمانيا بطارية تخزين تبلغ 2 ميجاوات في الساعة. ميزة خاصة هي أن هذا حل تسليم المفتاح يتم توفيره وتركيبه في حاويات ، للاستخدام الفوري في الموقع دون أعمال بناء كبيرة. يستخدم التخزين بطاريات الرصاص الحمضية. [53]
تم تشغيل مشروع Chino Battery Storage من 1988 إلى 1997 من قبل Southern California Edison في مدينة Chino في كاليفورنيا. خدم في المقام الأول لتثبيت الشبكة ويمكن استخدامه من خلال انقطاع التيار الكهربائي المتكرر في المنطقة كمعوض ثابت للتغير وبداية سوداء لمحطات الطاقة غير القابلة للتمهيد. كان للمصنع طاقة قصوى تبلغ 14 ميجاوات ، والتي كانت ، مع ذلك ، قليلة جدًا لتحقيق الاستقرار الفعال في شبكة جنوب كاليفورنيا إديسون ، وسعة تخزين تبلغ 40 ميجاوات في الساعة. يتألف النظام من 8256 بطارية حمض الرصاص في ثمانية سلاسل ، والتي تم تقسيمها إلى قاعتين.

### النيكل والكادميوم
جولدن فالى اليكتريك - فيربانكس
يتم تشغيل واحد من أكبر الأنظمة الموجودة مع نظام التشغيل Stand 2010 بواسطة Golden Valley Electric في فيربانكس. يتم تشغيل شبكة الطاقة في ألاسكا بسبب المسافات الكبيرة كشبكة قائمة بذاتها بدون اتصال مباشر بوصلات أمريكا الشمالية المجاورة داخل مؤسسة الموثوقية الكهربائية لأمريكا الشمالية. يتم استخدام محطة طاقة تخزين البطاريات ذات السعة القصوى 25 ميجاوات لتحقيق الاستقرار في الشبكة لمدة تصل إلى 15 دقيقة ، والتي تغطي ذروة عالية وتعويض الطاقة التفاعلية. تم تشغيل المصنع في عام 2003 ويتكون من 13760 بطارية نيكل وكادميوم في أربعة فروع. يتم تصنيع خلايا NiCd بواسطة Saft ، العواكس بواسطة ABB.

## ليثيوم بوليمر
تخزين البطارية فيلدهايم
في فيلدهايم في براندنبورغ بألمانيا ، تم تشغيل بطارية تخزين بسعة 10 ميجاوات وسعة تخزين 6.5 ميجاوات في الساعة . في سبتمبر 2015. تكلف المشروع 12.8 مليون يورو. يوفر التخزين الطاقة لشبكة الطاقة للتعويض عن التقلبات التي تسببها محطات طاقة الرياح والطاقة الشمسية. يتم تشغيل المتجر من قبل شركة Energiequelle.

### تخزين البطارية دريسدن
استحوذت شركة كهرباء دريسدن Stadtwerke Dresden ، بألمانيا على تخزين بطارية بقوة 2 ميجاوات عبر الإنترنت في 17 مارس 2015. وبلغت التكاليف 2.7 مليون يورو. يتم استخدام بطاريات الليثيوم بوليمر. يتم نشر البطاريات بما في ذلك نظام التحكم في حاويتين بطول 13 مترًا ويمكنهما تخزين ما مجموعه 2.7 ميجاوات في الساعة. تم تصميم النظام للتعويض عن ذروة توليد الطاقة لمحطة شمسية قريبة.

## المشاريع

### 250-280 ميجاوات إن في إنرجي وجوجل
أعلنت NV Energy عن شراكة مع Google لإنتاج "أكبر اتفاقية شركة تعمل بالطاقة الشمسية مدعومة بالبطاريات في العالم". يقع المشروع الجديد في ولاية نيفادا مع سعة تخزين للبطارية تبلغ 250-280 ميجاوات ، وسيعمل على تشغيل مركز بيانات هندرسون التابع لشركة Google بالقرب من لاس فيجاس.

### 400 ميغاواط ساعة مشروع جنوب كاليفورنيا اديسون
تحت الإنشاء في عام 2015 ، مشروع جنوب كاليفورنيا إديسون بقدرة 400 ميجاوات (100 ميجاوات لمدة 4 ساعات). تم تطويره بواسطة AES Energy وهو عبارة عن نظام بطارية ليثيوم أيون. وجد جنوب كاليفورنيا إديسون أسعار تخزين البطاريات قابلة للمقارنة مع مولدات الكهرباء الأخرى.

### 250 ميجاوات في الساعة إندونيسيا
في الوقت الحاضر (2/2016) قيد الإنشاء لتخزين بطارية 250 ميجاوات في إندونيسيا. هناك حوالي 500 قرية في إندونيسيا يجب توفيرها ، وهي تعتمد حتى الآن على إمدادات الطاقة من البترول. في الماضي ، كانت الأسعار تتقلب بشكل كبير وكان هناك انقطاع للتيار الكهربائي في كثير من الأحيان. الآن سيتم توليد الطاقة من خلال طاقة الرياح والطاقة الشمسي.
هذا القسم يحتاج إلى التحديث. الرجاء المساعدة في تحديث هذه المقالة لتعكس الأحداث الأخيرة أو المعلومات المتوفرة حديثًا. (يوليو 2019)
250-280 ميجاوات إن في إنرجي وجوجل
أعلنت NV Energy عن شراكة مع Google لإنتاج "أكبر اتفاقية شركة تعمل بالطاقة الشمسية مدعومة بالبطاريات في العالم". يقع المشروع الجديد في ولاية نيفادا مع سعة تخزين للبطارية تبلغ 250-280 ميجاوات ، وسيعمل على تشغيل مركز بيانات هندرسون التابع لشركة Google بالقرب من لاس فيجاس.
400 ميغاواط ساعة مشروع جنوب كاليفورنيا اديسون
تحت الإنشاء في عام 2015 ، مشروع جنوب كاليفورنيا إديسون بقدرة 400 ميجاوات (100 ميجاوات لمدة 4 ساعات). تم تطويره بواسطة AES Energy وهو عبارة عن نظام بطارية ليثيوم أيون. وجد جنوب كاليفورنيا إديسون أسعار تخزين البطاريات قابلة للمقارنة مع مولدات الكهرباء الأخرى.
250 ميجاوات في الساعة إندونيسيا
في الوقت الحاضر (2/2016) قيد الإنشاء لتخزين بطارية 250 ميجاوات في إندونيسيا. هناك حوالي 500 قرية في إندونيسيا يجب توفيرها ، وهي تعتمد حتى الآن على إمدادات الطاقة من البترول. في الماضي ، كانت الأسعار تتقلب بشكل كبير وكان هناك انقطاع للتيار الكهربائي في كثير من الأحيان. الآن سيتم توليد الطاقة من خلال طاقة الرياح والطاقة الشمسية.

### المملكة المتحدة
في عام 2016 ، أصدرت الشبكة الوطنية في المملكة المتحدة عقودًا لتخزين 200 ميجاوات من الطاقة في مزاد الاستجابة للتردد المحسن (EFR). خلال المزاد ، قبلت National Grid ثمانية عطاءات من سبعة مزودين بما في ذلك EDF Energy Renewables و Vattenfall و Low Carbon و E.ON UK و Element Power و RES و Belectric. تراوحت قدرة كل موقع تم طرح مناقصة عليه بنجاح من 10 ميجاوات إلى 49 ميجاوات.
في ديسمبر 2019 ، بدأ مشروع تخزين طاقة البطاريات الصغيرة لشركة Penso Power في البناء بالقرب من Minety ، Wiltshire. قدم الاستثمار الصيني التمويل وكانت مجموعة China Huaneng Group مسؤولة عن البناء والتشغيل. القدرة المصممة هي 136 ميجاوات ، باستخدام بطاريات LiFePO4. تم تصنيع المعدات الرئيسية للمشروع ودمجها من قبل الشركات الصينية ؛ تم تصنيع أكثر من 80٪ من المعدات في الصين. بدأ العمل في يوليو 2021 وأفيد بأنه أكبر منشأة لبطاريات التخزين في أوروبا. في عام 2020 ، قررت Penso Power توسيع المشروع إلى 266 ميجاوات ساعة ، ليتم الانتهاء منه في عام 2021.]
في نوفمبر 2022 ، تم تشغيل نظام تخزين البطاريات Pillswood بقوة 198 ميجاوات في الساعة باستخدام بطاريات الليثيوم أيون تسلا ميغاباك، القادرة على إنتاج 98 ميجاوات لمدة ساعتين ، بجوار محطة Creyke Beck الفرعية بالقرب من كوتنغهام من أجل Dogger Bank Wind Farm.

### تخزين بطارية Evonik
تخطط شركة Evonik لبناء ست محطات طاقة لتخزين البطاريات بقدرة 15 ميجاوات ليتم تشغيلها في عامي 2016 و 2017. وسيتم وضعها في شمال الراين - وستفاليا بألمانيا في مواقع محطات توليد الطاقة في هيرنه ولونين ودويسبورغ-فالسوم وفي Bexbach و Fenne و Weiher في سارلاند.
التخزين لمجتمع السكان الأصليين في أستراليا
سيتم تمديد نظام موجود في مجتمع السكان الأصليين في أستراليا يتكون من نظام فلطائي ضوئي ومولد ديزل بواسطة بطارية ليثيوم أيون إلى نظام هجين. تبلغ سعة البطارية حوالي 2 ميغاواط في الساعة وقوة 0.8 ميغاواط. تخزن البطاريات الطاقة الشمسية الزائدة وتتولى وظائف تشكيل الشبكة السابقة مثل إدارة الشبكة وتثبيت الشبكة لمولدات الديزل. وبالتالي ، يمكن إيقاف تشغيل مولدات الديزل خلال النهار ، مما يؤدي إلى خفض التكلفة. علاوة على ذلك ، فإن حصة الطاقة المتجددة في النظام الهجين ترتفع بشكل كبير. النظام جزء من خطة لتحويل أنظمة الطاقة للمجتمعات الأصلية في أستراليا.

### الصين
في عام 2022 ، قامت الصين بتوصيل مزرعة بطاريات تتكون من 800 ميجاوات من بطاريات تدفق الأكسدة والاختزال مع إلكتروليت الفاناديوم بالشبكة. مع قدرتها على توفير 200 ميغاواط من الكهرباء لمدة تصل إلى 4 ساعات ، فهي أكبر مزرعة بطاريات من نوعها في العالم. تقع محطة الكهرباء في مدينة داليان ، ودخلت مرحلتها الأولى نصف السعة حيز التشغيل التجاري في مايو 2022

## أكبر بطاريات الشبكة الكهربائية
| الإسم                        | تاريخ البدء | الطاقة (كيلوواط ساعة) | القدرة (MW) | المدة (ساعات) | النوع       | البلد         | الموقع                          | Refs                        |
| ---------------------------- | ----------- | --------------------- | ----------- | ------------- | ----------- | ------------- | ------------------------------- | --------------------------- |
| Vistra Moss Landing battery  | 2021 Q2     | 1600                  | 400         | 4             | Lithium-ion | United States | موس لاندينغ (كاليفورنيا)        | [ 26 ] [ 27 ]               |
| Crimson                      | أكتوبر 2022 | 1400                  | 350         | 4             | Lithium-ion | United States | مقاطعة ريفيرسايد (كاليفورنيا)   | [ 28 ]                      |
| Desert Sunlight              | أغسطس 2022  | 920                   | 230         | 4             | Lithium-ion | United States | مقاطعة ريفيرسايد (كاليفورنيا)   | [ 29 ]                      |
| Manatee Energy Storage       | ديسمبر 2021 | 900                   | 409         | 2.25          | Lithium-ion | United States | Southfork Solar, Florida        | [ 30 ] [ 31 ] [ 32 ] [ 33 ] |
| Diablo Energy Storage        | 2022        | 800                   | 200         | 4             | Lithium-ion | United States | Contra Costa County, California | [ 34 ]                      |
| Moss Landing Elkhorn battery | 2022        | 730                   | 182.5       | 4             | Lithium-ion | United States | موس لاندينغ (كاليفورنيا)        | [ 35 ] [ 36 ]               |
| Slate, California            | مارس 2022   | 561                   | 140         | 4             | Lithium-ion | United States | مقاطعة كينغز (كاليفورنيا)       | [ 37 ]                      |
| Valley Center                | مارس 2022   | 560                   | 140         | 4             | Lithium-ion | United States | Valley Center                   | [ 38 ]                      |
| Lancaster Area Battery       | سبتمبر 2022 | 508                   | 127         | 4             | Lithium-ion | United States | لانكستر (كاليفورنيا)            | [ 39 ]                      |
| Victorian Big Battery        | ديسمبر 2021 | 450                   | 300         | 1.5           | Lithium-ion | Australia     | Moorabool                       | [ 40 ] [ 41 ]               |
|                              |             |                       |             |               |             |               |                                 |                             |

### محطات مخطط لها أو في قيد الإنشاء
| Name                                    | Planned commissioning date | Energy (كيلوواط ساعة) | Power (MW) | Duration (hours) | Type        | Country        | Refs                 |
| --------------------------------------- | -------------------------- | --------------------- | ---------- | ---------------- | ----------- | -------------- | -------------------- |
| Ravenswood Energy Storage Project       | 2024                       | 2528                  | 316        | 8                | Lithium-ion | United States  | [ 42 ] [ 43 ]        |
| InterGen DP World London Gateway        | 2024                       | 640                   | 320        | 2                | Lithium-ion | United Kingdom | [ 44 ]               |
| Andes Solar IIB                         | 2022                       | 560                   | 112        | 5                | Lithium-ion | Chile          | [ 45 ]               |
| Andes Solar IV                          | 2023                       | 735                   | 147        | 5                | Lithium-ion | Chile          | [ 46 ]               |
| Kapolei, Hawaii                         |                            | 565                   | 185        | 3                |             | United States  | [ 47 ]               |
| CEP Energy, Kurri Kurri project         | 2023                       | 4800                  | 1200       | 4                | Lithium-ion | Australia      | [ 48 ] [ 49 ]        |
| Waratah Origin                          | 2025                       | 1915                  | 909        | 2                | Lithium-ion | Australia      | [ 50 ] [ 51 ] [ 52 ] |
| Neoen Wallerawang Great Western Battery | 2022                       | 1000                  | 500        | 4                | Lithium-ion | Australia      | [ 53 ]               |
| Energy Australia Jeeralang big battery  | 2026                       | 1400                  | 350        | 4                | Lithium-ion | Australia      | [ 54 ]               |
| Morocco - UK Power Project              | 2027                       | 20000                 | 5000       | 4                | Lithium-ion | Morocco        | [ 55 ]               |

## تطور السوق والانتشار
في حين أن سوق بطاريات الشبكة صغير مقارنة بالشكل الرئيسي الآخر للتخزين الشبكي ، الطاقة الكهرومائية بالضخ ، فإنه ينمو بسرعة كبيرة. على سبيل المثال ، في الولايات المتحدة ، ارتفع سوق محطات توليد الطاقة في عام 2015 بنسبة 243٪ مقارنة بعام 2014. [105] كان سعر 2021 لتركيب بطارية 60 ميجاوات / 240 ميجاوات في الساعة (4 ساعات) في الولايات المتحدة 379 دولارًا أمريكيًا / كيلووات ساعة قابلة للاستخدام ، أو 292 دولارًا أمريكيًا / كيلوواط ساعة ، بانخفاض 13٪ عن عام 2020. [106] [107]
اعتبارًا من مايو 2021 ، كانت سعة تخزين البطاريات 1.3 جيجاواط تعمل في المملكة المتحدة ، مع وجود 16 جيجاوات من المشاريع في خط الأنابيب من المحتمل نشرها خلال السنوات القليلة المقبلة.
في عام 2010 ، كان لدى الولايات المتحدة 59 ميجاوات من سعة تخزين البطاريات من 7 محطات لتوليد الطاقة بالبطاريات. ارتفع هذا إلى 49 محطة بقدرة 351 ميجاوات في عام 2015. في عام 2018 ، كانت القدرة 869 ميجاوات من 125 محطة ، قادرة على تخزين بحد أقصى 1،236 ميجاوات ساعة من الكهرباء المولدة. بحلول نهاية عام 2020 ، وصلت سعة تخزين البطارية إلى 1،756 ميجاوات. [109] [110] في نهاية عام 2021 ، نمت السعة إلى 4588 ميجاوات. [111]
في عام 2020 ، أضافت الصين 1،557 ميجاوات إلى سعة تخزين البطاريات الخاصة بها ، في حين أن مرافق التخزين لمشاريع الخلايا الكهروضوئية تمثل 27٪ من السعة ، [112] إلى إجمالي 3،269 ميجاوات من سعة تخزين الطاقة الكهروكيميائية. [113]
هناك الكثير من الحركة في السوق ، على سبيل المثال ، يخطط بعض المطورين لبناء أنظمة تخزين من البطاريات القديمة للسيارات الكهربائية ، حيث من المحتمل أن تنخفض التكاليف إلى النصف مقارنة بالأنظمة التقليدية من البطاريات الجديدة. [

## اقرأ أيضا
- قائمة محطات تخزين الطاقة
- تسلا ميغاباك